# Змескал, Ким
Ким Змескал (англ. Kim Zmeskal, род. 6 февраля 1976) — американская гимнастка, неоднократная чемпионка мира по спортивной гимнастике. Бронзовая медалистка Олимпийских игр 1992 года (в составе женской команды США по спортивной гимнастике).
До неё (в 1991 году) никто из американских гимнастов не побеждал на чемпионате мира в абсолютном первенстве.